# Двоє друзів, модель і подруга
«Двоє друзів, модель і подруга» (інші назви: «Незвичайні пригоди Ахова і Махова» і «Тяганина з машинкою») — радянська німа кінокомедія, знята режисером Олексієм Поповим за власним сценарієм на студії «Совкіно» (Москва) в 1927 році. Прем'єра комедії відбулася 20 січня 1928 року.

## Сюжет
Фільм — весела сатира про поневіряння двох друзів, молодих робітників миловарні, які винайшли машину для виготовлення тари і зазнали чимало поневірянь, поки їх модель визнали, про їхню боротьбу з непманами і бюрократами, про союз з комсомольцями, завдяки яким друзі досягають непоганих результатів у винахідницькій справі і праці. До їх пригод приєднується ще одна працівниця миловарні, Даша, з якою вони часто фліртують.

## У ролях
- Сергій Лаврентьєв —  Ахов
- Сергій Яблоков —  Махов
- Ольга Третьякова —  Даша
- Микола Ніров —  Ардальон Матвійович, постачальник ящиків
- Олексій Попов —  капітан
- Микола Романов —  комсомолець

## Знімальна група
- Режисер — Олексій Попов
- Сценаристи — Олексій Попов, Михайло Каростін
- Оператори — Олександр Грінберг, Гліб Троянський
- Художник — Віктор Аден